# Jernløse kommun
Jernløse kommun låg i Vestsjællands amt i Danmark. Regstrup var centralort. Kommunen hade 5 948 invånare (2004) och en yta på 102,57 km². Från 2007 ingår kommunen i Holbæks kommun.